# Амадо Гевара
Амадо Гевара (ісп. Amado Guevara; нар. 2 травня 1976, Тегусігальпа, Гондурас) — гондураський футболіст, що грав на позиції півзахисника. Виступав за національну збірну Гондурасу.

## Клубна кар'єра
Вихованець юнацьких команд футбольних клубів «Олімпія» та «Мотагуа».
У дорослому футболі дебютував 1994 року виступами за команду клубу «Мотагуа», в якій провів шість сезонів, взявши участь у 140 матчах чемпіонату.  Більшість часу, проведеного у складі «Мотагуа», був основним гравцем команди. У складі клубу «Мотагуа» був одним з головних бомбардирів команди. Сезон  1995/96 провів в Іспанії, де на умовах оренди грав за «Реал Вальядолід».
Згодом з 2000 по 2002 рік грав у складі команд клубів «Торос Неса», «Сакатепек» та «Сапрісса».
Своєю грою за останню команду привернув увагу представників тренерського штабу клубу «Нью-Йорк Ред Буллз», до складу якого приєднався 2003 року. Відіграв за команду з Нью-Йорка наступні три сезони своєї ігрової кар'єри. Граючи у складі «Нью-Йорк Ред Буллз» також здебільшого виходив на поле в основному складі команди.
Протягом 2007—2013 років захищав кольори клубів «Чівас США», «Мотагуа», «Торонто» та «Мотагуа».
Завершив професійну ігрову кар'єру у клубі «Марафон», за команду якого виступав протягом 2014—2015 років.

## Виступи за збірні
1995 року залучався до складу молодіжної збірної Гондурасу.
1994 року дебютував в офіційних матчах у складі національної збірної Гондурасу. Протягом кар'єри у національній команді, яка тривала 17 років, провів у формі головної команди країни 138 матчів, забивши 27 голів.
У складі збірної був учасником розіграшу Золотого кубка КОНКАКАФ 1998 року у США, розіграшу Золотого кубка КОНКАКАФ 2000 року у США, розіграшу Кубка Америки 2001 року у Колумбії, розіграшу Золотого кубка КОНКАКАФ 2007 року у США, а також чемпіонату світу 2010 року у ПАР.

## Титули і досягнення
- Чемпіон КОНКАКАФ (U-20): 1994
- Переможець Кубка центральноамериканських націй: 1995
- Бронзовий призер Кубка Америки: 2001